# アデル・ダフリー
マルチェロ（Marcello）のペンネームで知られるアデル・ダフリー（Adele Adelaide Nathalie Marie Hedwig Philippine d'Affry、1836年7月6日 - 1879年7月14日）は、スイスの貴族の家系出身の彫刻家、画家である。1856年にイタリア貴族のカルロ・コロンナ（Carlo Colonna）と結婚しカスティリオーネ・コロンナ公爵夫人（duchessa di Castiglione Colonna）の称号でも呼ばれた。パリのサロンに胸像などを出展したことなどで知られている。

## 略歴
スイス西部のフリブールで生まれた。父方の家系は多くの軍人やフランスで働いた政治家を輩出した家系で、一族にはナポレオン軍に参加した人物もいる。父親のルイ・ダフリー（Louis d'Affry: 1810-1841）は伯爵で、母親もフリブールの貴族マイヤルド侯爵フィリップ・ド・マイヤルド（Philippe de Maillardoz, Marquis de Maillardoz）の娘リュシー・ド・マイヤルド（ Lucie de Maillardo: 1816-1897）であった。父親はアデル・ダフリーが幼いうちに亡くなり、母親に育てられフリブールや近くのジヴィジエ（Givisiez）で育ち、冬はニースやイタリアで過ごした。1853年から1854年にスイスの画家Joseph-Auguste Dietrich（1821-1863）から絵を学び、ローマで彫刻家のHeinrich Max Imhof（1795/1798-1869）のスタジオで彫塑を学んだ。古典的な教育を受け、音楽を愛するようになりペンネームのマルチェッロは18世紀のヴェネツィアの作曲家ベネデット・マルチェッロから取った。
1856年4月にローマでイタリア貴族 Carlo Colonna（1825–1856）と結婚したが、夫は1月ほど後にパリでチフスで急死した。1857年に夫の財産をめぐるコロンナ家との争いを解決するためにローマに戻り、女子修道院に滞在した。彫刻家として働く決意をしてHeinrich Max Imhofの工房で修行し、多くの教会を訪れて古代ローマの美術やミケランジェロの作品を研究した。1857年の秋、彼女は亡き夫の胸像や自分の胸像を制作した。
1859年にパリに移り、ウジェーヌ・ドラクロワの親族の画家、レオン・リーゼネール（Léon Riesener: 1808–1878）からアパートを借りた。リーゼネールとドラクロワの助手のピエール・アンドリュー（Pierre Andrieu: 1821-1892）によって食堂と工房に装飾画を描いた。
第二帝政の社交界に頻繁に足を運び。妹に付き添い妹はオーストリアの外交官オッテンフェルス＝グシュヴィント男爵と結婚した。さまざまなサロンや展覧会に参加した。首相を務めたアドルフ・ティエール（1797-1877）らと友人になった。
1879年にイタリアのナポリに近いカステッランマーレ・ディ・スタービアで亡くなった。

## 作品

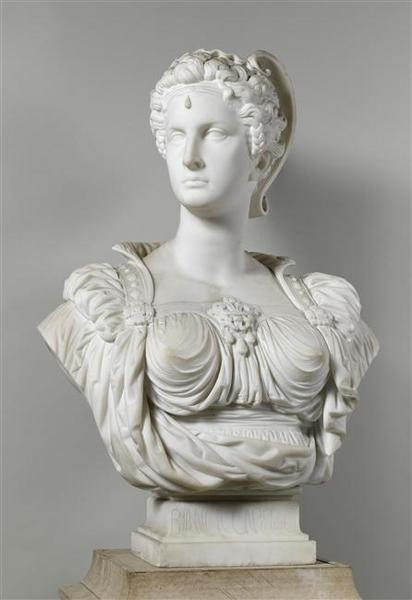
ビアンカ・カッペッロの胸像 (1874) Musée national du Château de Fontainebleau
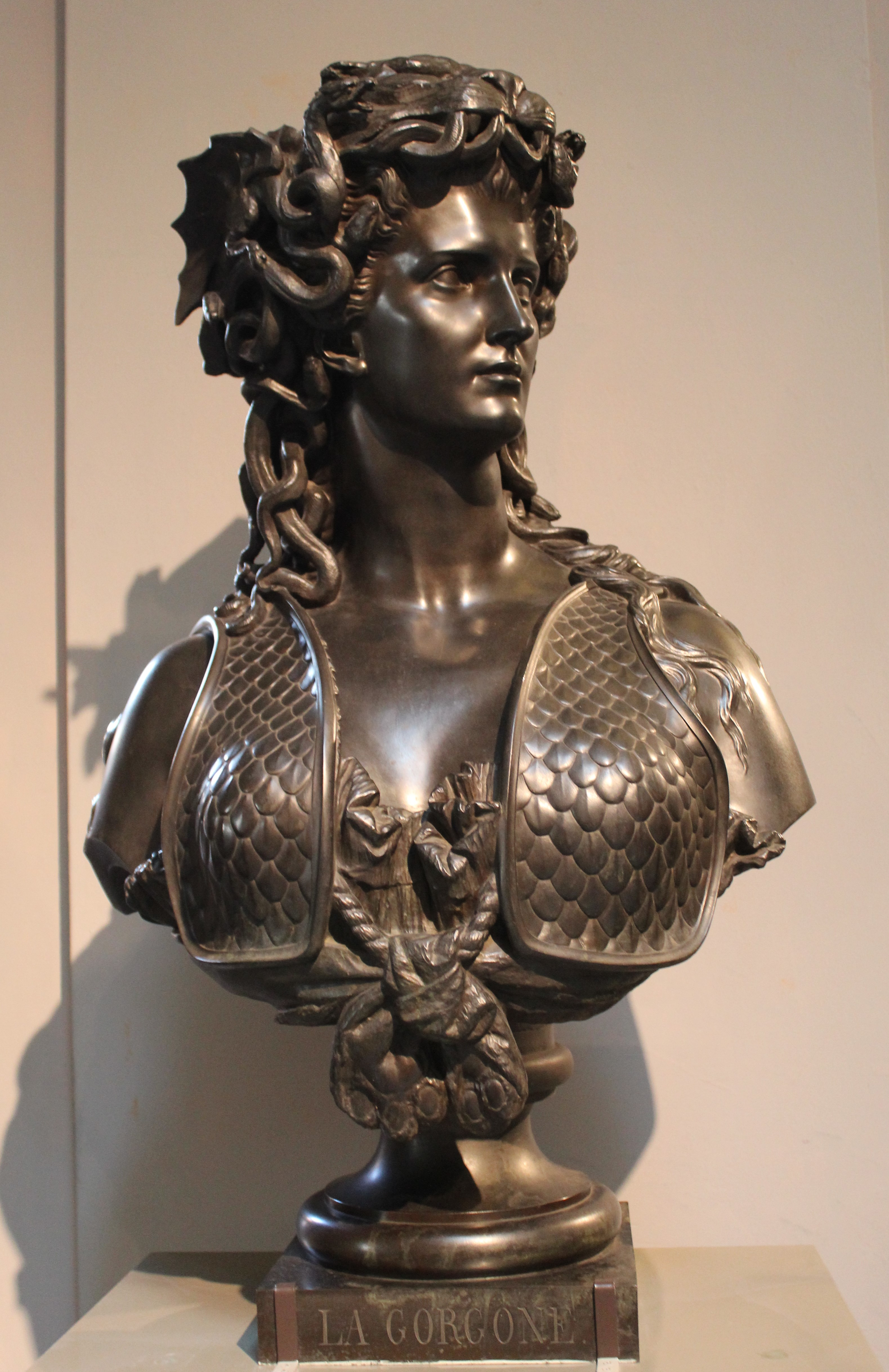
ゴルゴン(1865) ヴィクトリア&アルバート博物館
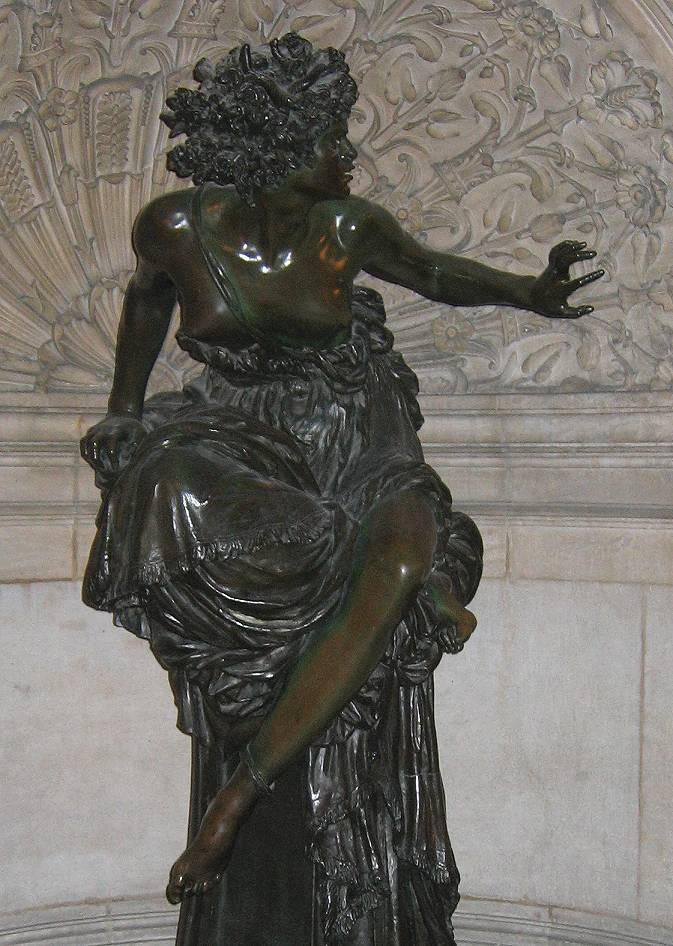
ピューティアー(1870) パリ国立オペラ
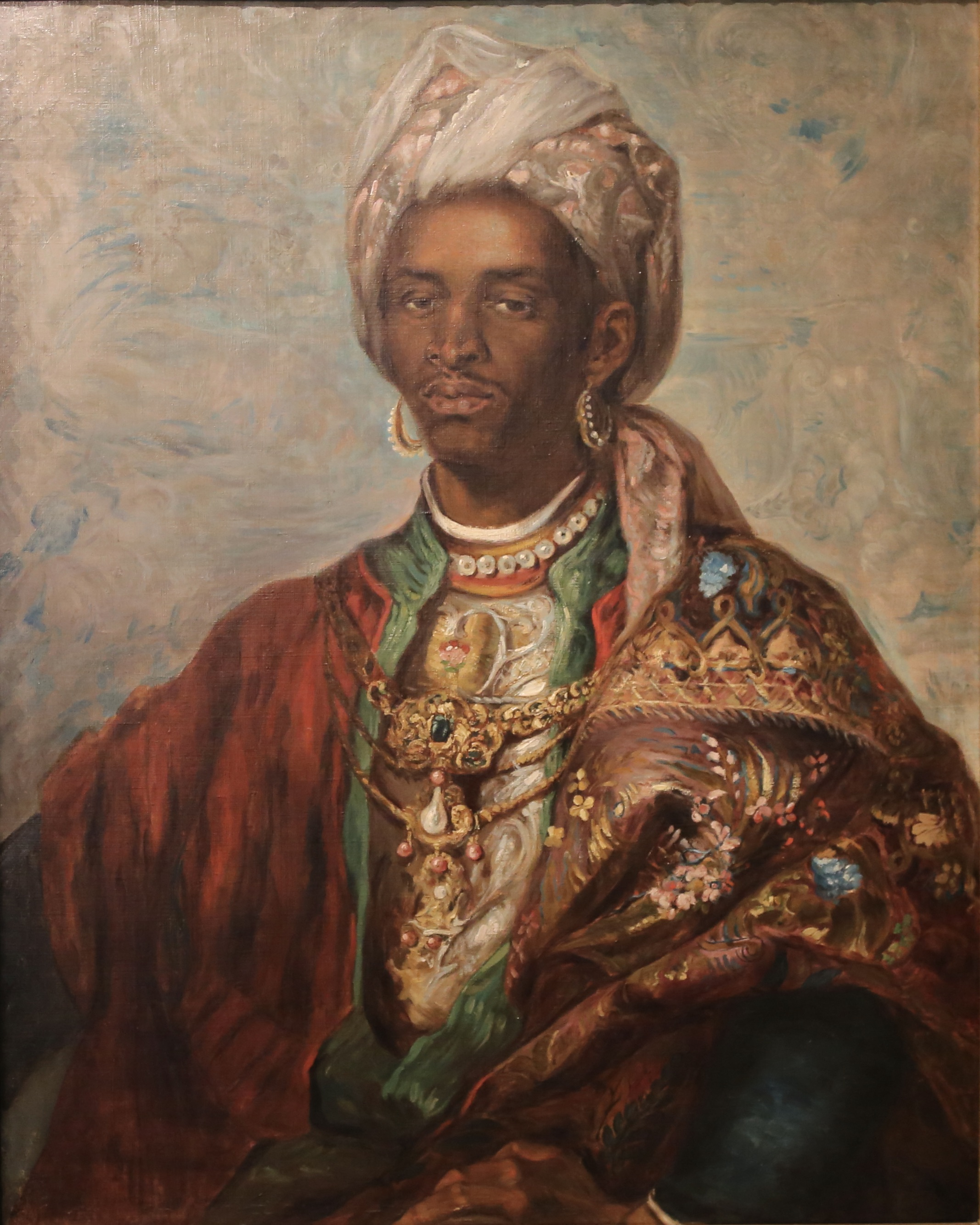
絵画作品